# Ekstraklasa 2012-13
La Ekstraklasa 2012-13, más conocida por motivos de patrocinio como T-Mobile Ekstraklasa, fue la temporada número 79 del torneo de fútbol de la primera división de Polonia o Ekstraklasa.

## Sistema de competición
La temporada se inicia en el mes de julio y se prolonga hasta mayo del 2013, con un paréntesis invernal entre diciembre y marzo. Los 16 clubes que integran la Orange Ekstraklasa se enfrentan todos contra todos en dos ocasiones (una en campo propio y otra en campo contrario), siguiendo un calendario previamente establecido por sorteo. En total, cada equipo disputa 30 partidos.
El campeón de liga obtiene la clasificación para la segunda ronda clasificatoria de la próxima edición de la Liga de Campeones de la UEFA. El subcampeón y el tercero de liga acceden la próxima temporada a la segunda ronda clasificatoria de la Europa League. Los dos últimos clasificados de la Ekstraklasa al término de la temporada son descendidos a la I Liga Polaca (segunda categoría), siendo reemplazados por los dos primeros clasificados de esta categoría.

## Ascensos y descensos
| Pos. | Descendidos de la Ekstraklasa 2011/12 |
| ---- | ------------------------------------- |
| 15º  | ŁKS Łódź                              |
| 16º  | KS Cracovia                           |

| Pos. | Ascendidos de la I Liga 2011/12 |
| ---- | ------------------------------- |
| 2º   | Piast Gliwice                   |
| 3º   | Pogoń Szczecin                  |

## Clasificación final
- Actualizado 9 de junio de 2013

|                 |     | Equipo                     | PJ | PG | PE | PP | GF | GC | DG  | PTS |
| --------------- | --- | -------------------------- | -- | -- | -- | -- | -- | -- | --- | --- |
| Clasificó a UCL | 1.  | Legia Varsovia             | 30 | 20 | 7  | 3  | 59 | 22 | +37 | 67  |
|                 | 2.  | Lech Poznań                | 30 | 19 | 4  | 7  | 46 | 22 | +24 | 61  |
|                 | 3.  | Śląsk Wrocław              | 30 | 13 | 8  | 9  | 44 | 42 | +2  | 47  |
|                 | 4.  | Piast Gliwice Nota 3 (A)   | 30 | 13 | 7  | 10 | 41 | 41 | 0   | 46  |
|                 | 5.  | Górnik Zabrze              | 30 | 12 | 7  | 11 | 35 | 31 | +4  | 43  |
|                 | 6.  | Polonia Varsovia Nota 1    | 30 | 11 | 9  | 10 | 45 | 34 | +11 | 42  |
|                 | 7.  | Wisła Cracovia             | 30 | 10 | 8  | 12 | 28 | 35 | -7  | 38  |
|                 | 8.  | Lechia Gdańsk              | 30 | 10 | 8  | 12 | 42 | 43 | -1  | 38  |
|                 | 9.  | Zagłębie Lubin Nota 2      | 30 | 11 | 7  | 12 | 38 | 37 | +1  | 37  |
|                 | 10. | Jagiellonia Białystok      | 30 | 8  | 13 | 9  | 31 | 45 | -14 | 37  |
|                 | 11. | Korona Kielce              | 30 | 9  | 9  | 12 | 32 | 37 | -5  | 36  |
|                 | 12. | Pogoń Szczecin (A)         | 30 | 10 | 5  | 15 | 29 | 39 | -10 | 35  |
|                 | 13. | Widzew Łódź                | 30 | 8  | 9  | 13 | 30 | 41 | -11 | 33  |
|                 | 14. | Podbeskidzie Bielsko-Biała | 30 | 8  | 8  | 14 | 39 | 43 | -4  | 32  |
|                 | 15. | Ruch Chorzów Nota 1        | 30 | 8  | 7  | 15 | 35 | 48 | -13 | 31  |
|                 | 16. | GKS Bełchatów              | 30 | 7  | 10 | 13 | 24 | 38 | -14 | 31  |

- Nota 1 : Polonia Varsovia no recibió la licencia para la temporada 2013-14 debido a problemas financieros. Como resultado, el decimoquinto clasificado, el Ruch Chorzów quedó en la Ekstraklasa para la próxima temporada.
- Nota 2 : Al Zagłębie Lubin se le descontaron 3 puntos debido al escándalo de los sobornos de la temporada 2005-06.
- Nota 3 : Dado que ambos finalistas de la Copa de Polonia 2012/13, Legia Varsovia y Śląsk Wrocław, acabados entre los tres primeros, Piast Gliwice, cuarto clasificado, también se clasificó para la UEFA Europa League.

|  | Campeón y clasificado a Liga de Campeones de la UEFA 2013-14. |
|  | Clasificado a Liga Europea de la UEFA 2013-14.                |
|  | Desciende a I Liga polaca.                                    |

## Estadísticas
| # | Jugador              | Club           | Goles |
| - | -------------------- | -------------- | ----- |
| 1 | Róbert Demjan        | Podbeskidzie   | 14    |
| 2 | Danijel Ljuboja      | Legia Varsovia | 12    |
| 2 | Vladimir Dvalishvili | Legia Varsovia | 12    |
| 4 | Bartosz Ślusarski    | Lech Poznań    | 11    |
| 4 | Michal Papadopulos   | Zagłębie Lubin | 11    |

| # | Jugador           | Club           | Asistencias |
| - | ----------------- | -------------- | ----------- |
| 1 | Sebastian Mila    | Śląsk Wrocław  | 13          |
| 2 | Miroslav Radović  | Legia Varsovia | 11          |
| 4 | Paweł Golański    | Korona Kielce  | 8           |
| 3 | Łukasz Teodorczyk | Lech Poznań    | 7           |